# Anna Próchniak
Anna Próchniak (ur. 22 grudnia 1988 w Lublinie) – polska aktorka.

## Życiorys
Pochodzi z Lublina, jest absolwentką III Liceum Ogólnokształcącego im. Unii Lubelskiej w Lublinie. Jest córką profesora akademickiego. Uczęszczała do szkoły baletowej. W 2013 ukończyła studia na Wydziale Aktorskim Państwowej Wyższej Szkoły Filmowej, Telewizyjnej i Teatralnej im. Leona Schillera (PWSFTviT) w Łodzi. W 2012 wspólnie z Joanną Osydą otrzymała nagrodę w kategorii duet aktorski na VI Międzynarodowym Festiwalu Współczesnej Dramaturgii Kolada Plays w Jekaterynburgu za rolę Nataszy Wiernikowej w spektaklu Marzenie Nataszy, w którym występowała na deskach warszawskiego Teatru Powszechnego. Za tę samą rolę otrzymała ex aequo z Joanną Osydą nagrodę dla Najlepszej Debiutującej Aktorki podczas 2. Festiwalu Debiutów „Pierwszy Kontakt” w Toruniu.
W 2012 zadebiutowała na dużym ekranie w filmie Bez wstydu w reżyserii Filipa Marczewskiego, w którym wcieliła się w postać Romki – Irminy. W filmie wystąpiła u boku Mateusza Kościukiewicza. Za tę kreację aktorską była nominowana do nagrody Złotej Kaczki. W 2014 zagrała jedną z głównych ról w filmie wojennym Miasto 44 w reżyserii Jana Komasy, w którym wcieliła się w postać Kamy. We wrześniu 2014 podczas 39. Festiwalu Filmowego w Gdyni za rolę Kamy otrzymała nagrodę Wschodząca Gwiazda Elle. W grudniu 2015 nominowana do Nagrody im. Zbyszka Cybulskiego za rok 2015, za rolę w filmie Miasto 44.

## Filmografia
| Rok  | Tytuł                  | Rola                      | Uwagi   |
| ---- | ---------------------- | ------------------------- | ------- |
| 2012 | Nieulotne              |                           |         |
| 2012 | Kojot                  | dziewczyna na dachu       |         |
| 2012 | Bez wstydu             | Irmina                    |         |
| 2013 | Prawo Agaty            | Agnieszka Chęcińska       | odc. 29 |
| 2014 | Obywatel               | Kasia z Puław             |         |
| 2014 | Na krawędzi 2          | Anna Małek                | odc. 5  |
| 2014 | Miasto 44              | Kama                      |         |
| 2015 | Krew z krwi            | Olga                      |         |
| 2016 | Niewinne               | siostra Zofia             |         |
| 2016 | Bodo                   | Nora Ney                  |         |
| 2017 | Najlepszy              | Grażyna                   |         |
| 2017 | Belle Epoque           | Weronika Skarżyńska       |         |
| 2017 | Ucho Prezesa           | Kamila                    |         |
| 2017 | Bad Day for the Cut    | Kaja                      |         |
| 2018 | Vargur                 | Sofia                     |         |
| 2019 | Olegs                  | Małgosia                  |         |
| 2019 | 1800 gramów            | Kasia, pracownica ośrodka |         |
| 2019 | Baptiste               | Natalie Rose              |         |
| 2022 | Behawiorysta           | sierżant Weronika Dzwonek |         |
| 2022 | Parada serc            | Magda Grot                |         |
| 2022 | Negatyw                | matka Karola              |         |
| 2022 | Wotum nieufności       | Aneta Kitlińska           |         |
| 2023 | Unmoored               | Magdalena                 |         |
| 2024 | Tatuażysta z Auschwitz | Gita Furmanova            |         |